# Salamandridae
Famille
Les Salamandridae, ou salamandridés, sont une famille d'urodèles. Elle a été décrite par le zoologiste allemand Georg August Goldfuss (1782-1848) en 1820. 

## Répartition
Les espèces de ses 22 genres se rencontrent en Europe, en Afrique du Nord, au Moyen-Orient, en Asie du Sud, en Asie de l'Est et en Amérique du Nord.

## Description

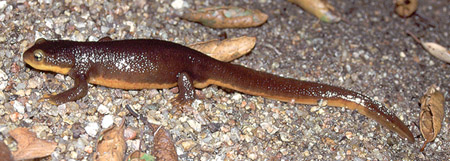
Le triton de Californie Taricha torosa, répandu sur la côte Californienne et la Sierra Nevada aux États-Unis.

C'est une famille très diversifiée autant dans les caractéristiques morphologiques que dans les adaptations écologiques (semi-aquatique à terrestre) et comportementales, des variations de parade nuptiale, des mode de reproduction (ovoviviparité, viviparité, oviparité).
La quasi-totalité des espèces de la famille ont des larves aquatiques, à l'exception de certaines « vraies salamandres » comme la Salamandre noire (Salamandra atra) qui mettent au monde des individus complets munis de poumons, pouvant vivre à l'air libre dès leur naissance. Les individus adultes ont pour la plupart un mode de vie bi-phasique, terrestre et aquatique, dans différentes proportions selon les genres. Le groupe des « vrais salamandres » (genres Chioglossa, Salamandra, Lyciasalamandra) montre ainsi une tendance très nette à l'adaptation à la vie terrestre dans plusieurs domaines : reproduction (ovoviviparité, allant jusqu'à la viviparité complète chez Salamandra atra par exemple), alimentation (adaptation de l'appareil buccal à une alimentation terrestre). Le groupe des tritons a quant à lui une écologie et une biologie bien plus aquatiques. La fécondation est interne mais il n'y a pas copulation : le mâle dépose un petit sac contenant le sperme, le spermatophore, sur ou à proximité de la femelle, qui le récupère ensuite par son cloaque. Les mécanismes d'alimentation sont également différents de chez les vraies salamandres, et tout l'appareil buccal est adapté à une alimentation aquatique.
On peut distinguer quatre groupes de parade nuptiale différents selon le genre,. Chez les genres Mertensiella, Salamandra, Pleurodeles et Tylototriton le mâle capture la femelle par sa face ventrale. Le spermatophore est déposé alors que le mâle enserre encore la femelle et qu'il la manœuvre jusqu'au spermatophore. Chez les genres nord américains Notophthalmus et Taricha la capture de la femelle se fait par la face dorsale. Les mâles des genres Euproctus et Calotriton capturent la femelle avec leur queue et le spermatophore est déposé sur le corps, près ou dans les lèvres cloacales. Dans le dernier groupe de parade nuptiale il n'y a aucun contact physique du tout entre les deux partenaires sexuels (Cynops, Neurergus, Paramesotriton, Pachytriton et Triturus).
Toutes les espèces de cette famille sécrètent des toxines par leur peau à un degré plus ou moins important. Beaucoup d'espèces ont des couleurs vives, afin de prévenir leurs éventuels prédateurs de leur toxicité (le meilleur exemple européen de cette tactique étant fourni par la Salamandre tachetée, noire ponctuée de jaune).
Les Salamandridae ont la propriété de pouvoir régénérer un membre coupé. Il semble que cette repousse soit dépendante d'un système protéique comprenant la Prod-1, dont la concentration varie avec la distalité par rapport à l'axe du corps, et le nAG, produit par les cellules de Schwann entourant le neurone sectionné.

## Liste des sous-familles et genres
Selon Amphibian Species of the World (8 juillet 2023) :
- sous-famille Pleurodelinae Tschudi, 1838
  - genre Calotriton Gray, 1858
  - genre Cynops Tschudi, 1838
  - genre Echinotriton Nussbaum & Brodie, 1982
  - genre Euproctus Gené, 1838
  - genre Hypselotriton Wolterstorff, 1934
  - genre Ichthyosaura Sonnini de Manoncourt & Latreille, 1801
  - genre Laotriton Dubois & Raffaëlli, 2009
  - genre Lissotriton Bell, 1839
  - genre Neurergus Cope, 1862
  - genre Notophthalmus Rafinesque, 1820
  - genre Ommatotriton Gray, 1850
  - genre Pachytriton Boulenger, 1878
  - genre Paramesotriton Chang, 1935
  - genre Pleurodeles Michahelles, 1830
  - genre Taricha Gray, 1850
  - genre Triturus Rafinesque, 1815
  - genre Tylototriton Anderson, 1871
- sous-famille Salamandrinae Goldfuss, 1820
  - genre Chioglossa Bocage, 1864
  - genre Lyciasalamandra Veith & Steinfartz, 2004
  - genre Mertensiella Wolterstorff, 1925
  - genre Salamandra Garsault, 1764
- sous-famille Salamandrininae Fitzinger, 1843
  - genre Salamandrina Fitzinger, 1826

## Systématique

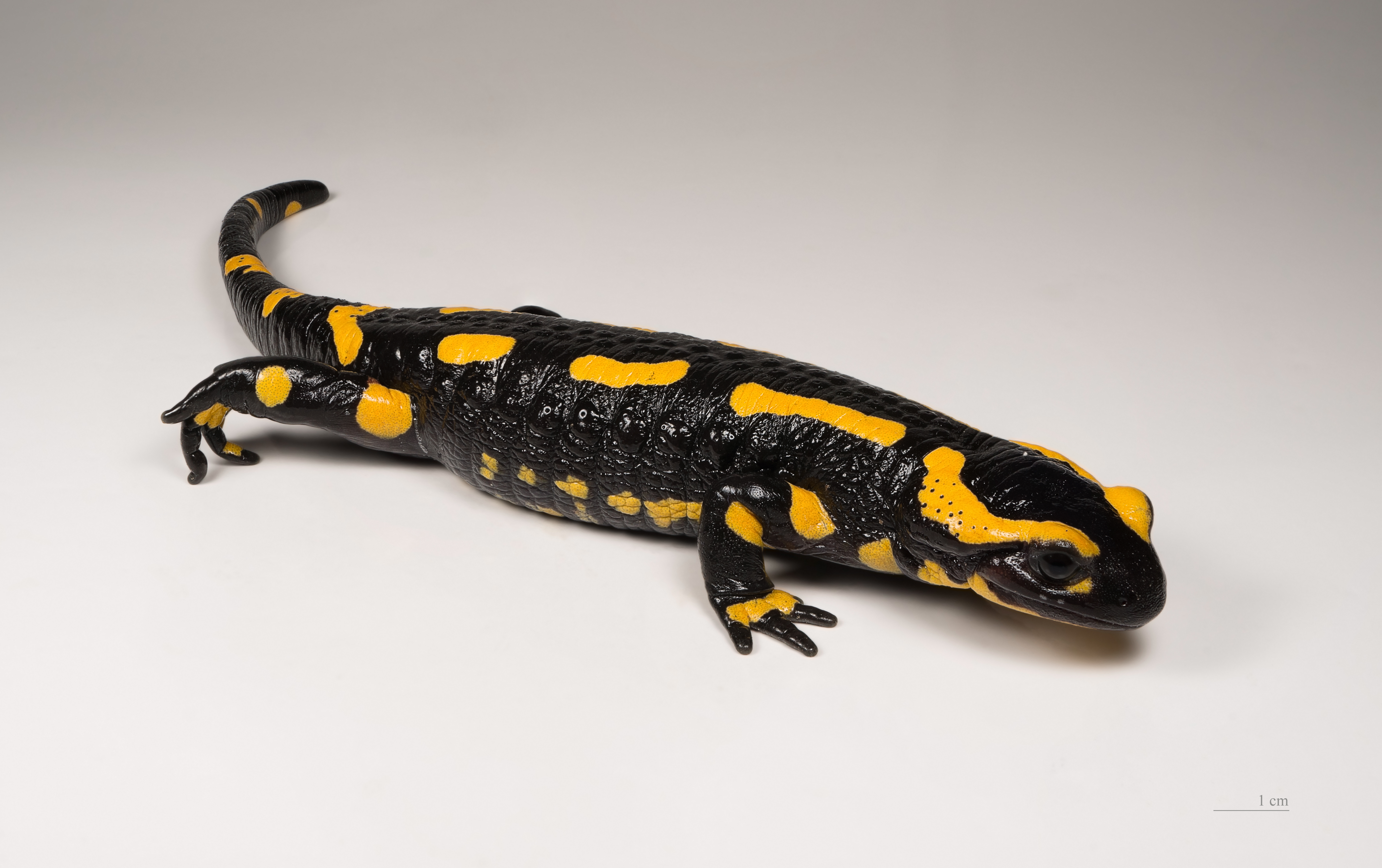
La Salamandre tachetée prévient ses ennemis de sa toxicité par ses couleurs vives et voyantes.

La famille des Salamandridae a fait l'objet de nombreuses réorganisations systématiques et nomenclaturales, notamment grâce aux progrès de la phylogénétique. Une présentation toujours valable actuellement permet de diviser les Salamandridae en deux grands groupes : les « vraies salamandres » (comprenant les genres Chioglossa, Lyciasalamandra, Mertensiella et Salamandra) et les « tritons » (regroupant les genres restants),,. Les études menées sur la phylogénie de la famille confirment l'origine monophylétique de ces groupes peuvent donc être considérés comme des sous-familles de la famille Salamandridae.
Le genre Salamandrina n'appartient ni au groupe des vrais salamandres, ni à celui des tritons précédemment cités. Le genre constitue une lignée éloignée de ces deux groupes.
Plusieurs genres ou espèces de Salamandridae font actuellement débat au sein de la communauté scientifique. Par exemple le genre Triturus, regroupant les tritons strictu senso, est désormais considéré comme polyphylétique et en cours de réorganisation,, ou l'espèce Salamandra salamandra chez qui certains taxons précédemment considérés comme des sous-espèces ont été élevés au rang d'espèce à part entière.
De récentes études ont permis de préciser la phylogénie de certains genres de Salamandridae, ce qui a conduit à quelques remaniements taxinomiques. Le genre Mertensiella est devenu monotypique, Mertensiella luschani étant désormais dénommé Lyciasalamandra luschani. Le genre Triturus est également en cours de réorganisation, de récentes études phylogénétiques ayant remis en cause la monophylie de ce taxon,,.

## Registre fossile
Un registre fossile important documente l'évolution des salamandridés. La plupart des fossiles connus semblent appartenir au groupe apical (aussi appelé groupe-couronne); le plus ancien date du Thanétien (Paléocène). Un seul salamandridé-souche est présentement connu; il s'agit de Phosphotriton sigei, des phosphorites du Quercy, qui date de l'Éocène moyen ou supérieur.

## Publication originale
- Goldfuss, 1820 : Handbuch der Zoologie. Zweite Abtheilung. Nürnburg: Johann Leonhard Schrag.